# أنتوني جوزيف بورغس
أنتوني جوزيف بورغس (بالإنجليزية: Anthony Joseph Burgess)‏ هو كاهن كاثوليكي أسترالي، ولد في 29 يوليو 1938 في سينغيلتون في أستراليا، وتوفي في 23 أكتوبر 2013.